# Manfred Starke
Manfred Starke (Windhoek, 21 febbraio 1991) è un calciatore namibiano, attaccante dell'Einheit Rudolstadt.

## Carriera

### Nazionale
Nel 2019 viene convocato con la nazionale namibiana per la Coppa d'Africa.